# أغنيتا ستارك
أغنيتا ستارك (بالسويدية: Agneta Stark)‏ هي اقتصادية وأستاذة جامعية سويدية، ولدت في 9 فبراير 1946.